# Bien profond dans ton âme
Pour plus de détails, voir Fiche technique et Distribution.
Bien profond dans ton âme est un film fantastique français réalisé par Jean Adrien Espiasse et sorti en 2013.

## Synopsis
Paris. Un beau matin, Jacques trébuche malencontreusement dans une bouche d’égout qui s'avère être en réalité le portail vers un monde fantastique  digne des rêves les plus fous : le voilà seul dans un Paris obscur, truffé de gens incongrus et gouverné par un empereur qui donne à son peuple libre champs à leurs débauches. Évoluant peu à peu dans cet univers de luxure, de poésie,et de brutalité, Jacques sera contraint de réaliser des choix pour le moins ardus...

## Fiche technique
- Titre : Bien profond dans ton âme
- Réalisation : Jean Adrien Espiasse
- Scénario : Jean Adrien Espiasse
- Photographie : Cyprien Leduc
- Montage : Jean Adrien Espiasse
- Producteur : Jean Adrien Espiasse et Jonathan Taïeb
- Production : Grizouille Production
- Distribution : Grizouille Films
- Pays :  France
- Durée : 86 minutes
- Genre : Fantastique
- Dates de sortie :
  -  France : 11 décembre 2013

## Distribution
- Gunther Van Severen : Jacques
- Colin Deleau : Gabriella
- Sophie Lewish : Sbire
- Jean-Loup Philippe : L'Empereur
- Jean Adrien Espiasse : La proie
- Eliezer Mellul : L'homme voilé
- Darina Agaeva : la fille aux baisers réticents
- Patrick Chupin : le greffier
- Florence Roche : L'Impératrice